# Théo Herckenrath
Théo Herckenrath (* 22. Juli 1941 in Aalst; † 23. Juli 1971 in Hoogstraten) war ein belgischer Radrennfahrer.

## Sportliche Laufbahn
Herckenrath war im Straßenradsport aktiv. Von 1933 bis 1937 war er Unabhängiger und Berufsfahrer. 1934 siegte er im Eintagesrennen Lüttich–Bastogne–Lüttich vor Mathieu Cardeynaels sowie bei Paris–Lille. 1932 hatte er die belgische Militärmeisterschaft gewonnen.
Die Tour de France beendete er 1936 auf dem 26. Gesamtrang.